# 不可能的星球
〈不可能的星球〉（英語：The Impossible Planet）是英國科幻電視劇《異世奇人》系列2的第8集，2006年6月3日在BBC One首播。這集的劇本由馬特·鍾斯編寫，並由占士·史特朗執導。在演員方面，大衛·田納特飾演的博士和比莉·派佩飾演的羅斯·泰勒是主角。
本集講述博士登上一座圍繞黑洞運行的行星的太空基地。基地的成員解釋行星之所以未被黑洞吸食是由於地底下神秘的能量所致。出於好奇心和改善人類的生活，成員們決定以鑽探的方式取得這些能量。然而，這其實是上古外星生物「野獸」（Beast）的陰謀。最終，這集共有632萬人收看，評價以正面為主。

## 劇情
博士和泰勒利用TARDIS登上一座太空基地。期間，他們發現基地的牆上出現連TARDIS也無法翻譯的文字，意味著這些文字非常古老。其後，二人遇到渥德星人，一種熱衷於服務人類的外星人。渥德星人過於熱情的表現使得博士和泰勒不知所惜，幸而在一眾基地的成員，包括代理船長扎克、科學家艾達、考古學家托比、倫理學家達比、安全總管杰弗遜和實習生斯庫特的協停下化解這場誤會。艾達告訴博士眾人正身處一顆圍繞黑洞轉動的行星，這讓博士百思不得其解。原來，這個行星本身位於遠處，後來被黑洞吸引，卻因地底深處的能量才使得行星免被黑洞吞噬。於是，基地利用鑽探技術試圖取得這神秘的能量。在過程中，托比意外地發現一些刻有古文字的碎片。儘管他無法翻譯這些文字，但他還是把文字複製在基地的牆身上，也才是博士之前看到的字。艾達也因而相信他們身處的行星在很久前曾存在過文明。
在討論期間，行星遇到地震，令部份的基地倒塌。不幸的是TARDIS正停泊於倒塌之處，使得這台時間機器下沉至行星地底。博士和泰勒只能繼續留在基地。隨後，古怪的事情接二連三地發生。首先是本性善良的渥德（The Ood）星人像是被附身般的胡言亂語，又對人類產生敵意。然後，托利總是聽到有人在背後呼叫他。隨後，他更被某種力量控制而殺害斯庫特。此時，鑽探機停下來，意味著已鑽到地底。於是，博士和艾達決定抵達行星深處以解開這能量之謎。
在二人到達地底後，他們發現這兒有個刻有古文字的開關。另一方面，渥德星人在基地向杰弗遜等人發動攻勢。原來，這一切都是居於行星底下的外星生物—「野獸」（Beast）的計謀，他打計借渥德星人之手攻佔基地。此時，地底的開關打開，博士打算走進去，此集至此結局，餘下的情節在〈撒旦坑〉交代。

### 前後連接
本集的時空背景為公元4321年，此時地球已進入「人類帝國」紀元，這是地球歷史上最強盛的時代。本集首次登場的外星生物渥德星人在隨後數集《異世奇人》中再次現身。其中，〈渥德星球〉這集同樣是以「人類帝國」紀元為時代背景。另外，泰勒在基地用餐時對渥德星人表示自己曾當過派餐員，所指的是她在〈校園時代〉一集潛入學校當校工。

## 製作
編劇馬特·鍾斯是《異世奇人》衍生小說《壞療法》的作者。《異世奇人》的執行製作人拉塞爾·T·戴維斯透露在構思初稿時原打算以〈撞毀大笨鐘〉中的斯里汀（Slitheen）作為服務太空基地的外星人，並深信「野獸」能協助他們脫離人類，取得自由。然而，劇組最終放棄此意念。戴維斯又指渥德星人這名字的由來其實是對英文字詞「古怪」（Ood）的文字遊戲。在《異世奇人解密》中，戴維斯表示渥德星人是史蘇堤斯人（The Sensorites）的鄰居，蓋因兩種外星生物也值得敬重。史蘇堤斯人首見於第一任博士的〈史蘇堤斯〉一集。
斯庫特被托比殺死後被黑洞吞食的一幕拍攝於松林製作室的水池，這是《異世奇人》首次於該製作室拍攝。至於劇中出現的行星外觀其實是取景自一座石礦場。此外，渥德星人全由真人扮演。由於他們的眼睛比人類為小，演員們須在面具上刺孔。

## 發行和反響
〈不可能的星球〉2006年6月3日晚上在BBC One播映。當晚，共有594萬人收看這集，最高峰時為678萬人，收視率達39.8%，也是當晚收看人數第二高的電視節目。在隨後發佈的最終收視報告則指，當晚的觀看人數是632萬人。
這集取得正面的評價。IGN在10分為滿分下給了9.3分，稱這集不論在劇本、執導、視覺和配音均是一流，並指這集是現代版的《異煞》。數位間諜認為這集相當出色，回復《異世奇人》的顛峰，但對於TARDIS的失蹤則感到厭倦。《SFX》覺得這集有別於傳統的科幻作品，足與《星際之門》齊名。同時，《SFX》還讚揚故事引人入勝，劇中的演員發揮出色以及「野獸」的設計令人生畏，唯美中不足的是劇中的太空基地看起來「很傻」。

## 資料來源
1. 1 2 3  . BBC.   [2012-03-24]. （原始内容存档于2021-01-29）.
2. ↑  Lyon, Shaun. . Outpost Gallifrey. 2007-06-04  [2007-04-07]. （原始内容存档于2007-03-23）.
3. ↑  Lyon, Shaun. . Outpost Gallifrey. 2007-06-14  [2007-04-07]. （原始内容存档于2007-03-23）.
4. ↑  Haque, Ahsan. . IGN. 2006-11-21  [2012-05-12]. （原始内容存档于2010-01-24）.
5. ↑  Hogan, Dek. . Digital Spy. 2006-06-04  [2012-05-12]. （原始内容存档于2015-09-23）.
6. ↑  Golder, Dave. . SFX. 2006-06-12  [2012-05-12]. （原始内容存档于2006-07-03）.

## 外部連結
- TARDISODE 8 （页面存档备份，存于）
- "The Impossible Planet" episode homepage （页面存档备份，存于）